# Richard Miller
|  | Per a altres significats, vegeu «Richard E. Miller». |

Richard Miller (Canton, Ohio, 9 d'abril de 1926 - 5 de maig de 2009) fou un professor de cant a l'Oberlin College Conservatory of Music, institució que en fou fundador, i un reconegut especialista sobre el cant i la seva pedagogia. Com a cantant, realitzà recitals, oratoris, i nombroses funcions com un tenor líric amb les principals companyies d'òpera d'Europa i Amèrica.
Va ser reconegut internacionalment com a professor de cant i coneixedor de tot el que envolta el cant, i durant molts anys va donar classes arreu d'Amèrica del Nord, Europa, Austràlia i Nova Zelanda. És l'autor de vuit llibres i centenars d'articles sobre temes de cant.
A l'Oberlin Conservatory's Otto B. Schoepfle Vocal Arts Center, va dirigir un laboratori d'acústica de veu amb el que recollí dades del procés fonador, que proporcionen una retroalimentació visual i auditiva al cantant. Aquest laboratori va ser el primer del seu tipus integrat en una escola de música, on hi va haver alumnes com el baix-bariton anglès Donald Bell.
Miller va ensenyar durant 28 anys al Mozarteum International Summer Academy, a Salzburg (Àustria). Va impartir conferències i classes magistrals al Conservatoire de Paris, a l'Escola de l'Òpera Nacional de Marsella, i al Centre Polyphonique.

## Obres
És autor d'uns 120 articles en revistes especialitzades. També edità diverses antologies i col·leccions musicals. Entre els seus llibres cal destacar:
- National Schools of Singing (Scarecrow, 1977, reeditat 1997)
- The Structure of Singing (Schirmer Books/Macmillan, 1986)
- Training Tenor Voices (Schirmer Books/Macmillan, 1993)
- On the Art of Singing (Oxford University Press, 1996)
- Singing Schumann: An Interpretive Guide for Performers (Oxford University Press, 1999)
- Training Soprano Voices (Oxford University Press, 2000)
- Solutions for Singers: Tools for Performers and Teachers (Oxford University Press, 2004)
- Securing Baritone, Bass-Baritone, and Bass Voices (Oxford University Press, 2008)